# 태양권 덮개
태양권 덮개(heliosheath)는 태양계 가장 바깥 에서 태양계를 감싸고 있는 영역이다.
명왕성 궤도 2배 정도 거리에서 태양권 덮개는 태양과 행성들을 두텁게 둘러싸고 있다.

## 크기와 모양

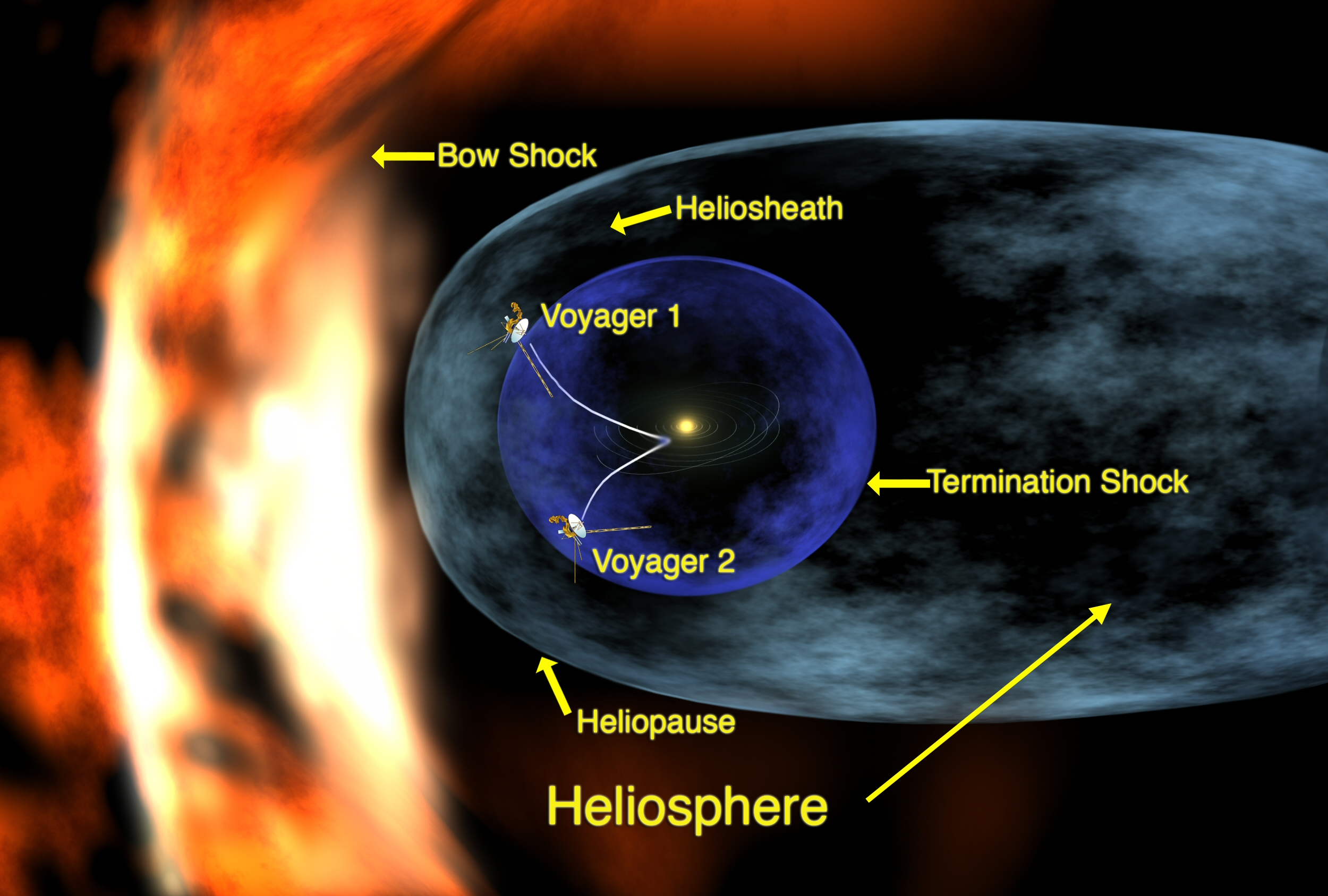
2005년 당시의 보이저 1·2호의 위치. 길쭉한 청록색 부분이 태양권덮개이다.

태양권 덮개는 태양권 계면과 말단 충격 사이의 영역으로, 태양권의 가장 바깥층이다.
태양권 계면 밖은 성간 공간이고, 태양의 자기장이 미치지 않는 것은 아니지만 무시할 수 있을 정도로 약하다.
태양에서 태양권 덮개까지 거리는 대략 80~100 천문단위(AU)이다.
그 모양이나 크기는 고정된 것이 아니라, 태양의 공전 운동, 태양 활동 변화, 성간매질 밀도 등에 따라 변한다.
태양이 은하중심을 공전함에 따라, 공전 방향 반대쪽으로 길게 뻗은 모양일 것으로 추정된다.
또한 그 표면인 태양권계면과 말단 충격은 매끈한 면이 아니라 울퉁 불퉁하여 불규칙한 것으로 알려지고 있다.
아직 미지의 영역이나 보이저 탐사선의 활동이 전기가 되고 있다.